# Canonichesse della Croce
Le canonichesse della Croce (in spagnolo Canonesas de la Cruz) sono un istituto religioso femminile di diritto pontificio: le suore di questa congregazione pospongono al loro nome la sigla  C.d.l.C.

## Storia
La congregazione venne fondata a Lima nel 1919 da Teresa Candamo Álvarez-Calderon (1875-1953), in religione madre Teresa della Croce, con il consenso di Emilio Francisco Lisson Chaves, arcivescovo di Lima.
Le canonichesse della Croce vennero erette in istituto di diritto diocesano il 16 settembre 1919 e le loro costituzioni vennero approvate nel 1925.

## Attività e diffusione
Le finalità principali delle canonichesse della Croce sono la catechesi e l'animazione liturgica nelle parrocchie.
Le suore sono presenti nelle Americhe (Argentina, Cile, Perù, Venezuela) e in Europa (Albania, Italia); la sede generalizia è a Lima.
Alla fine del 2008 la congregazione contava 228 religiose in 38 case.